# 파리풀
파리풀은 파리풀과에 속한 여러해살이풀이다.
주로 산이나 들의 나무 그늘에서 자라며, 한국 각지에 분포하고 있다. 뿌리를 찧어 종이에 먹인 다음 파리를 잡기 때문에 파리풀이라고 한다.

## 생태
높이는 70cm 정도이다. 7월에서 9월에 걸쳐 가지 끝에 길이 5mm 정도의 엷은 홍색인 작은 꽃이 이삭 모양으로 달린다. 이들 꽃은 처음에는 위로 향하여 있으나 점차 아래로 처져 열매가 되면 완전히 아래로 향하게 된다. 특히, 꽃받침 끝은 갈고리 모양을 하고 있어서 다른 것에 잘 붙는다.

## 쓰임새
유독 식물로서 뿌리즙은 파리를 잡는 데 이용된다.

## 사진

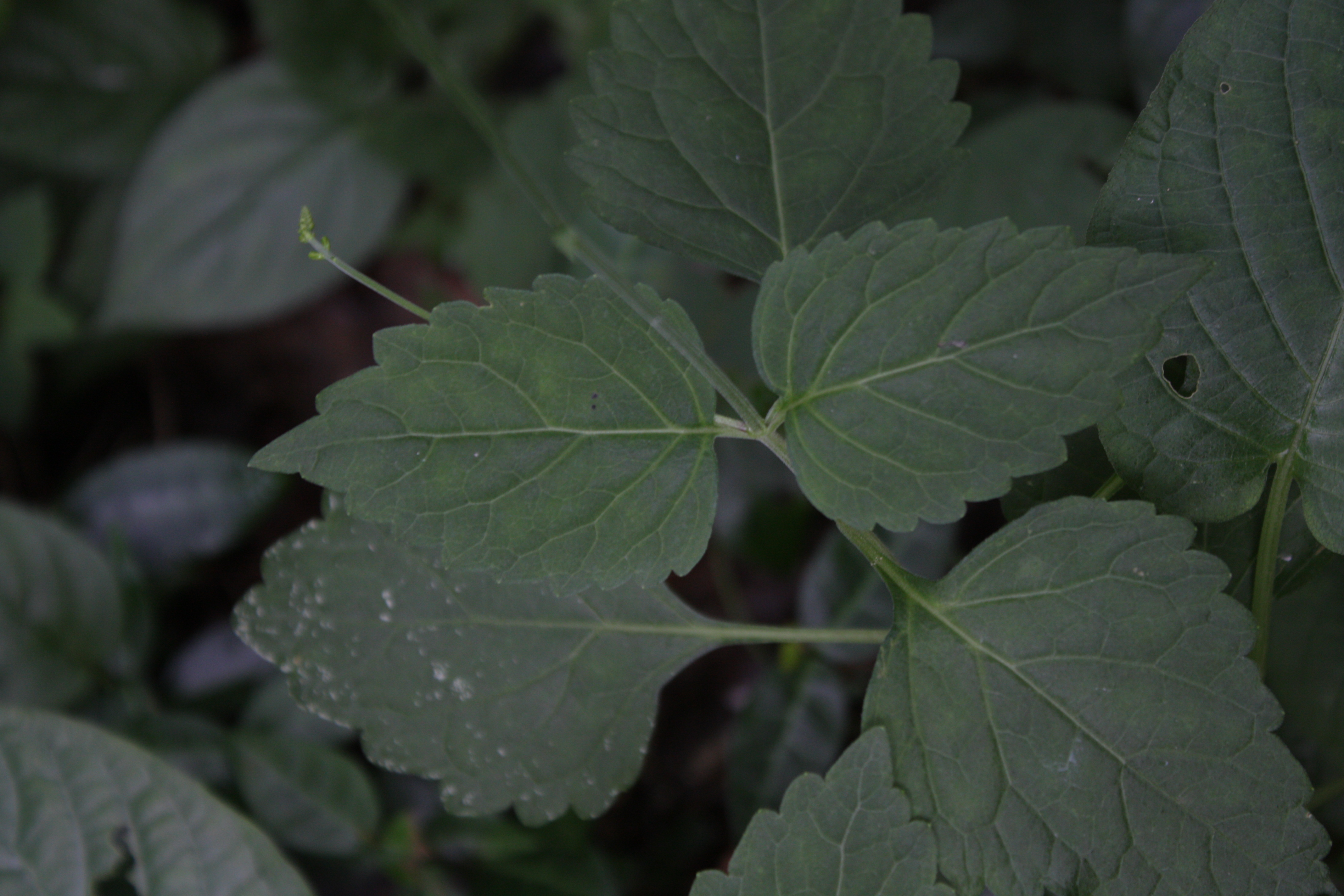
잎
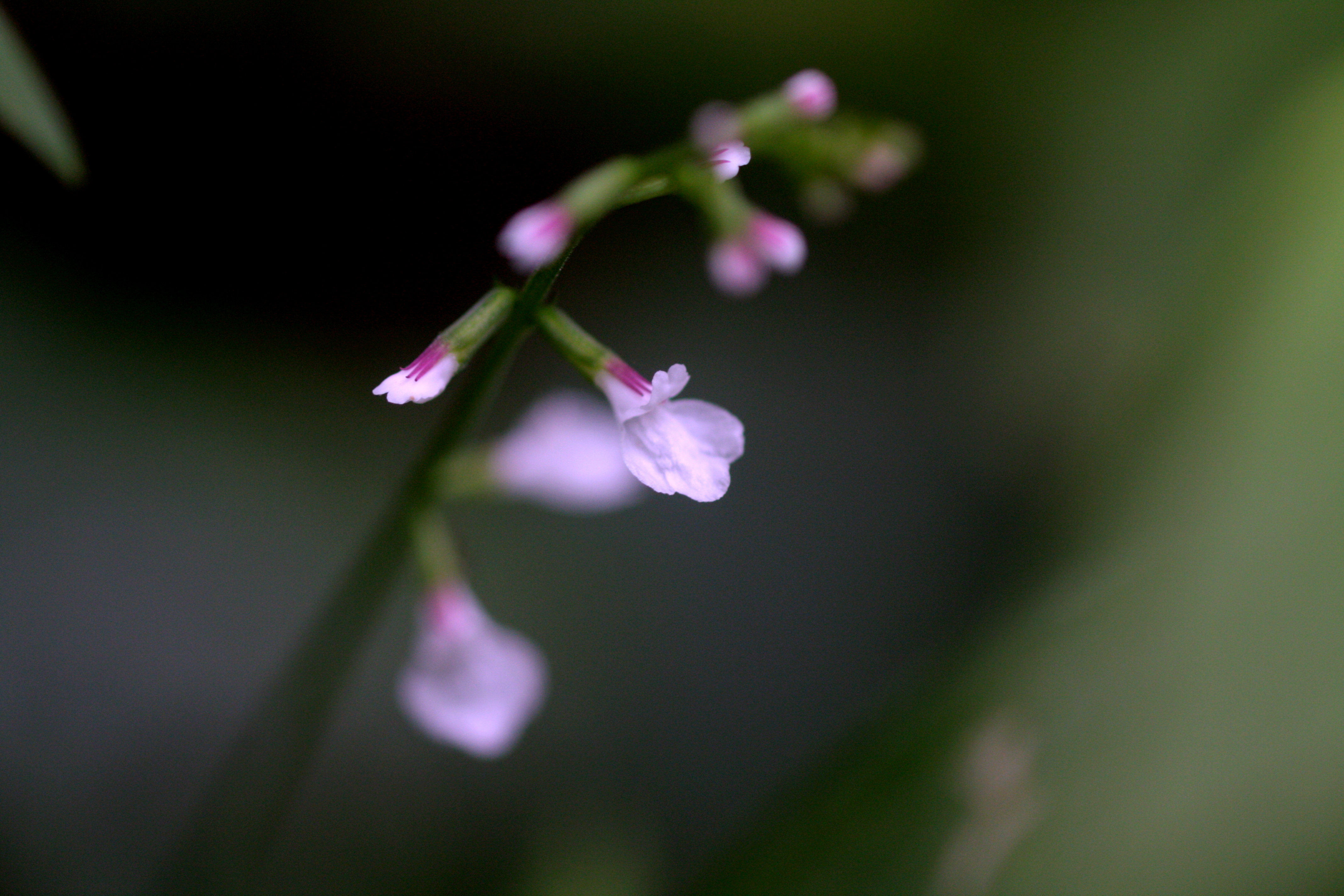
꽃
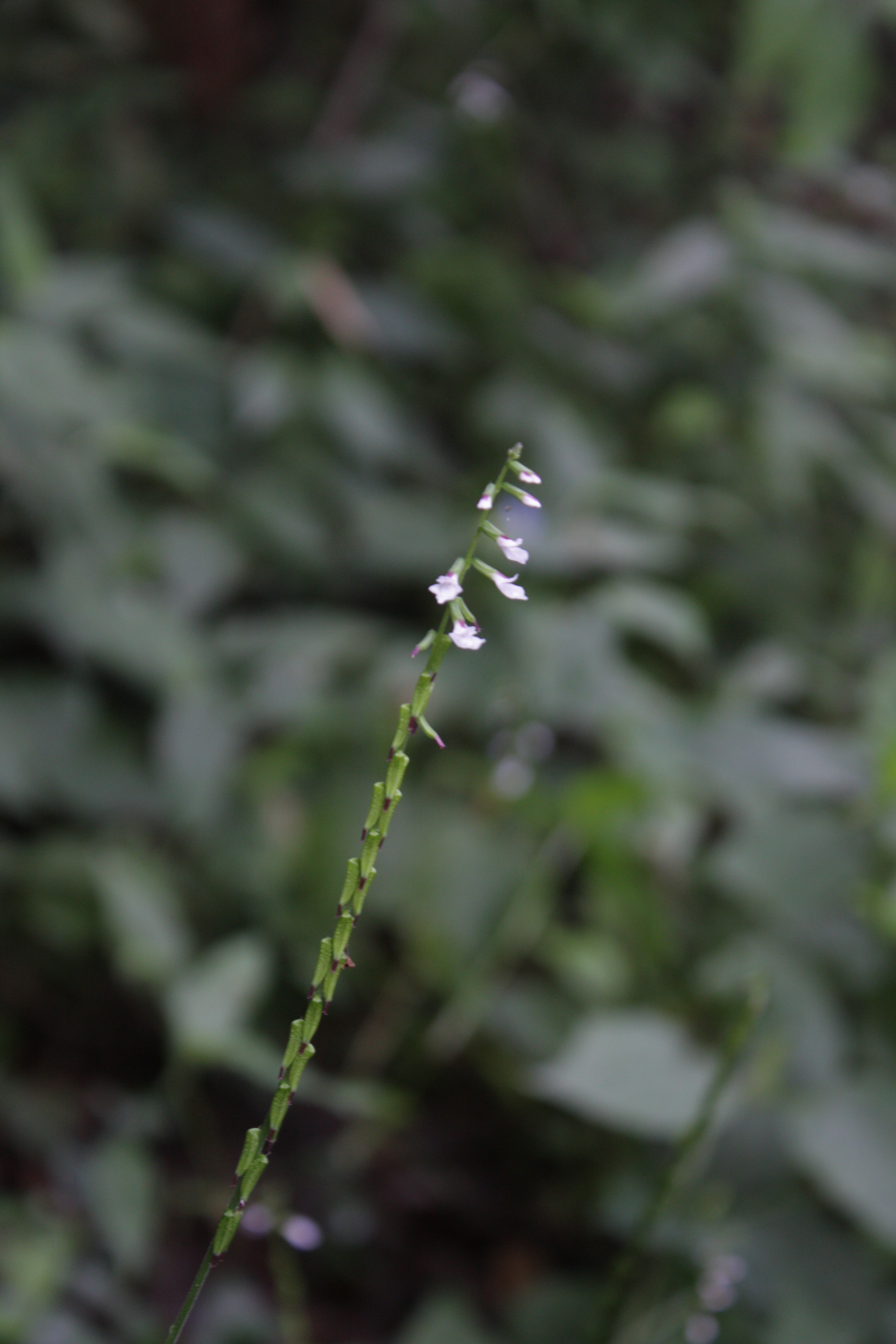
곧추 선 꽃대

## 참고 문헌
- 이 문서에는 다음커뮤니케이션(현 카카오)에서 GFDL 또는 CC-SA 라이선스로 배포한 글로벌 세계대백과사전의 내용을 기초로 작성된 글이 포함되어 있습니다.